# Технички универзитет у Бечу
Технички универзитет у Бечу (ТУ Беч; још увек је познат на енглеском као Vienna University of Technology од 1975–2014) је један од највећих универзитета у Бечу и Аустрији. Универзитет је међународно високо рангиран, како у настави, тако и у истраживачким активностима, због чега је јако цењен међу иновативно оријентисаним предузећима. Тренутно има око 26 хиљада студената (29% жена), осам факултета и преко 5.000 запослених (3.800 академика).
Универзитетска настава и истраживачке активности су фокусирани на инжењерство, информатику и природне науке. 

## Историја Техничког универзитета у Бечу
Установу је 1815. године основао аустријски цар Фрањо Други као Царско-краљевски политехнички институт. Први ректор био је Јохан Јозеф фон Прехтл. Установа је преименована у Технички факултет 1872. Када је 1975. почео да додељује докторате, преименован је у име које носи и данас: Технички универзитет у Бечу.

## Академска репутација
Као универзитет технологије, ТУ Беч покрива широк спектар научних концепата од апстрактног истраживања и основних принципа науке до примењених технолошких истраживања и партнерства са индустријом.
ТУ Беч је рангиран на 192. месту (QS World University Ranking), на 406. месту у Центру за рангирање светских универзитета (Center of World University Rankings) и позициониран је међу најбољих 401-500 високошколских институција на свету према Times Higher Education World University Rankings. Одељење за информатичке науке је редовно рангирано међу 100 најбољих на свету према QS World University Ranking, и Times Higher Education World University Rankings.
| Рангирање                                                                     | 2019    | 2018    | 2017    | 2016    | 2015    | 2014    | 2013    | 2012    |
| ----------------------------------------------------------------------------- | ------- | ------- | ------- | ------- | ------- | ------- | ------- | ------- |
| QS World University Rankings                                                  | 199     |         | 182     | 183     | 197     | 246     | 264     | 274     |
| QS Faculty Rankings: Engineering & Technology                                 | 127     | 142     | 115     | 93      | 93      | 91      | 132     | -       |
| QS Subject Rankings: Mechanical Engineering                                   | 151-200 | 151-200 | 101-150 | 101-150 | 151-200 | 151-200 | 151-200 | -       |
| QS Subject Rankings: Electrical Engineering                                   | 101-150 | 101-150 | 101-150 | 101-150 | 101-150 | 51-100  | 51-100  | -       |
| QS Subject Rankings: Chemical Engineering                                     | 101-150 | 151-200 | 151-200 | -       | 151-200 | -       | -       | -       |
| QS Subject Rankings: Civil & Structural                                       | 101-150 | 101-150 | 101-150 | 101-150 | 101-150 | 101-150 | 101-150 | -       |
| QS Subject Rankings: Computer Science                                         | 51-100  | 51-100  | 51-100  | 51-100  | 51-100  | 51-100  | 51-100  | -       |
| The Times Higher Education World University Rankings                          | 251-300 |         | 251-300 | 251-300 | 226-250 | 226-250 | 251-275 | 301-350 |
| The Times Higher Education Subject Rankings: Engineering and Technology       | 151-175 |         | 126-150 | 91      | 100     | 96      | -       | -       |
| The Times Higher Education Subject Rankings: Computer Science                 | 76      |         |         |         |         |         |         |         |
| Academic Ranking of World Universities (Shanghai Ranking's)                   |         | 301-400 | 401-500 | 401-500 | 401-500 | 401-500 | 401-500 | 401-500 |
| Academic Ranking of World Universities, Subject field: Computer Sciences      |         | 76-100  | -       | -       | 101-150 | 76-100  | 76-100  | 101-150 |
| Academic Ranking of World Universities, Subject field: Electrical Engineering |         |         | 101-150 | 76-100  | -       | -       | -       | -       |
| Academic Ranking of World Universities, Subject field: Materials Science      |         |         | 151-200 | 101-150 | -       | -       | -       | -       |
| Academic Ranking of World Universities, Subject field: Mechanical Engineering |         |         | -       | 101-150 | -       | -       | -       | -       |

## Организација универзитета
ТУ Беч има осам факултета које воде декани: 
- Архитектонско-плански,
- Хемијски,
- Грађевински,
- Информатички,
- Електротехнички и информационих техологија,
- Математички и Геоинформациони,
- Машинско-индустријски и
- Физички факултет.

Универзитетом руководи ректор и четири проректора. Проректори су одговорни за истраживање, академске послове, финансије, људске ресурсе и родна питања. Сенат Универзитета има 26 чланова. Савет Универзитета, који се састоји од седам чланова, делује као надзорни одбор.

## Истраживачке активности
Развојни рад у скоро свим областима технологије је подстакнут интеракцијом између основних истраживања и различитих области инжењерских наука на ТУ Беч. Такође, оквир за кооперативне пројекте са другим универзитетима, истраживачким институтима и партнерима из пословног сектора успоставља истраживачка секција ТУ Беч. 
Фокусне тачке истраживања ТУ Беч су представљене као: 
- Рачунарска наука и инжењеринг,
- Квантна физика и квантне технологије,
- Материјали и материја,
- Информационе и комуникационе технологије,
- Енергија и животна средина.

## Познати професори и студенти
- Адолф Гизл-Гизлинген (1903–1992), аустријски конструктор и инжењер локомотива
- Александар Мајснер (1883 – 1958), аустријски инжењер и физичар, ко-изумитељ електронског осцилатора
- Алфред Прајс (1911–1993), архитекта
- Бено Менгеле (1898–1971), аустријски инжењер електротехнике
- Камило Сите (1843-1903), аустријски архитекта
- Кристијан Андреас Доплер, (1803–1853), аустријски математичар и физичар
- Едмунд Хлавка (1916-2009), аустријски математичар
- Едо Шен (1877–1949), хрватски архитекта
- Елфрид Тунгл (1922-1981), грађевински инжењер, прва Аустријанка која је докторирала грађевинарство, 1973. постала је прва жена ванредни професор на ТУ Беч.
- Ернст Хизмајр (1920-2006), архитекта, уметник и бивши ректор Техничког универзитета у Бечу
- Фердинанд Пијех (1937-2019), аустријски пословни магнат, инжењер и председник надзорног одбора Фолксваген групе
- Франц Пицингер (1858–1933), генерални конструктор аустријске морнарице
- Готфрид Унгербек (1940), изумитељ Трелис модулације
- Гинтер Блешл (рођен 1961), аустријски хидролог
- Ханспетер Винтер (1941-2006), аустријски физичар плазме
- Хајнц Земанек (1920-2014), аустријски пионир компјутера
- Хелмут Штахел (рођен 1942), аустријски математичар
- Херман Поточник (1892–1929), словеначки пионир астронаутике
- Херман Кнофлахер (рођен 1940), аустријски инжењер
- Хуберт Петшниг (1913–1997), архитекта
- Хуго Ерлих (1879–1936), хрватски архитекта
- Игнац Совински (1858–1917), архитекта
- Ина Вагнер (рођена 1946), аустријска физичарка, социолошкиња, професорка информатике 1987 – 2011, друга професорка на ТУ Беч
- Ингеборг Хохмаир (рођена 1953), инжењерка електротехнике, развила је први микроелектронски, вишеканални кохлеарни имплант
- Ирфан Скиљан, аутор софтвера за преглед слика Ирфанвју
- Јерг Стрели (1940–2019), аустријски архитекта
- Карл Голсдорф (1861–1916), аустријски инжењер и конструктор локомотива
- Леон Келнер, Шекспиролог и циониста
- Марија-Тереза Хохенберг, аустријска архитектица (рођена 1972.)
- Милан Видмар (1885-1962), словеначки инжењер електротехнике
- Милутин Миланковић (1879–1958), српски геофизичар и грађевински инжењер
- Ото Титуш Блати (1860–1939), мађарски машински инжењер
- Пол Ајслер (1907–1992), проналазач штампаног кола
- Пол Шнајдер-Еслебен (1915–2005), гостујући професор архитектуре
- Петер Шатшнајдер (1950), аустријски физичар
- Петер Скалицки (рођен 1941), ректор ТУ Беч од 1991-2011.
- Рихард фон Мизес (1883–1953), научник
- Рудолф Штајнер (1861-1925), аустријски филозоф и трансдисциплинарни истраживач
- Рудолф Михаел Шиндлер (1887–1953), архитекта
- Зигфрид Бехер (1806–1873), професор економије
- Силке Булер-Пашен, професорка физике
- Тилман Гернгрос, професор инжењерства на Колеџу Дартмот и биоинжењер
- Виктор Каплан (1876–1934), проналазач Капланове турбине
- Винценц Бронзин (1872-1970), италијански професор математике и теоретичар финансија
- Јордан Миланов (1867–1932), један од водећих бугарских архитеката с краја 19. и почетка 20. века
- Звонимир Рихтман (1901–1941), хрватски физичар, филозоф, политичар и публициста

## Библиотека
ТУ Беч има своју универзитетску библиотеку, која је основана 1815. године. Главну зграду библиотеке пројектовали су архитекте Јустус Дахинден, Рајнхард Гиселман, Алегзандер Марчарт и Роланд Мебиус. Зграда је завршена 1987. године, и код главног улаза има скулптуре сова швајцарског уметника Бруна Вебера. Главна библиотека има шест спратова са отвореним приступним просторима и читаоницама, и укупно око 700 радних столова.

## Извори и напомене
1. ↑  „Vienna University of Technology”. Top Universities (на језику: енглески). 2015-07-16. Приступљено 2020-07-09.
2. ↑  „Shanghai Ranking-Universities”. www.shanghairanking.com. Приступљено 2021-10-15.
3. ↑  „Corporate Design | TU Wien”. www.tuwien.at. Приступљено 2021-10-15.
4. ↑  „Corporate Design”. Technische Universität Wien. Архивирано из оригинала 2017-10-22. г. Приступљено 2017-11-28.
5. ↑  „About TU Wien”. www.tuwien.at. 2019-05-08. Приступљено 2019-05-11.
6. ↑  „TU Wien”. Top Universities. Приступљено 2015-11-03.
7. ↑  „Corporate Design”. Technische Universität Wien. Архивирано из оригинала 2017-10-22. г. Приступљено 2017-11-28.
8. ↑  „Vienna University of Technology”. Архивирано из оригинала 18. 11. 2015. г. Приступљено 10. 3. 2016.
9. ↑  „Global 2000 List by the Center for World University Rankings” (на језику: енглески). Приступљено 2021-06-01.
10. ↑  „THE Ranking TU Wien”. Приступљено 2021-06-01.
11. ↑  „Computer Science and Information Systems World University Ranking”. Приступљено 4. 4. 2019.
12. ↑  „The Times Higher Education University Ranking by Subject”. Приступљено 8. 4. 2019.
13. ↑  „Technische Universität Wien”. Top Universities (на језику: енглески). Приступљено 2021-09-16.
14. ↑  „Engineering and Technology”. Top Universities (на језику: енглески). Приступљено 2021-09-16.
15. ↑  „QS World University Rankings by Subject 2015 - Engineering - Mechanical, Aeronautical & Manufacturing”. Top Universities (на језику: енглески). Приступљено 2021-09-16.
16. ↑  „QS World University Rankings by Subject 2015 - Engineering - Electrical & Electronic”. Top Universities (на језику: енглески). Приступљено 2021-09-16.
17. ↑  „QS World University Rankings by Subject 2015 - Chemistry”. Top Universities (на језику: енглески). Приступљено 2021-09-16.
18. ↑  „QS World University Rankings by Subject 2015 - Engineering - Civil & Structural”. Top Universities (на језику: енглески). Приступљено 2021-09-16.
19. ↑  „QS World University Rankings by Subject 2015 - Computer Science & Information Systems”. Top Universities (на језику: енглески). Приступљено 2021-09-16.
20. 1 2  „TU Wien”. Times Higher Education (THE) (на језику: енглески). 2021-09-08. Приступљено 2021-09-16.
21. ↑  „Academic Ranking of World Universities”. Архивирано из оригинала 13. 02. 2021. г. Приступљено 2015-06-11.
22. ↑  „Academic Ranking of World Universities 2018”. Архивирано из оригинала 16. 8. 2018. г. Приступљено 8. 4. 2019.
23. ↑  „Academic Ranking of World Universities, Subject field: Computer Sciences”. Архивирано из оригинала 13. 02. 2021. г. Приступљено 2015-06-11.
24. ↑  „Subject Ranking 2018”. Архивирано из оригинала 16. 10. 2019. г. Приступљено 8. 4. 2019.
25. ↑  „Academic Ranking of World Universities, Subject field: Electrical Engineering”. Архивирано из оригинала 04. 07. 2016. г. Приступљено 2016-06-22.
26. ↑  „Academic Ranking of World Universities, Subject field: Materials Science & Engineering”. Архивирано из оригинала 2016-09-13. г. Приступљено 2016-06-22.
27. ↑  „Academic Ranking of World Universities, Subject field: Mechanical Engineering”. Архивирано из оригинала 21. 06. 2018. г. Приступљено 2016-06-22.